# شبگردی دختران (ترانه چارلی ایکس‌سی‌ایکس)
«شبگردی دختران» (به انگلیسی: Girls Night Out)  ، تک‌آهنگ از خوانندهٔ انگلیسی چارلی ایکس‌سی‌ایکس می‌‎باشد که در ۲۶ ژوئیهٔ سال ۲۰۱۸ از سوی آسیلوم رکوردز و آتلانتیک رکوردز انگلیس به‌عنوان سومین بخش از مجموعهٔ انتشارات ماهانه تک‌آهنگ‌ها منتشر گردید.